# ROOTS 〜Piano & Voice〜
『ROOTS 〜Piano & Voice〜』（ルーツ ピアノ・アンド・ヴォイス）は、中島美嘉のカバー・アルバム。2017年8月9日にソニー・ミュージックアソシエイテッドレコーズよりリリースされた。

## 解説
本作は、様々な形で影響を受け、今日に至る"中島美嘉"を形作った直接の"ルーツ"となったアーティストの楽曲をカバーしたミニ・アルバムである。
一期一会の縁を大事に考える中島が、自らが歌うことへの興味を持たせてくれたきっかけと喜びを教えてくれたアーティストへ向けて「ご縁返し」という思いを込めて制作。昨今のライブにおいて歌の魅力と力を最大限に引き出すために生み出されたピアノを中心とするアコースティック・アレンジに仕上げられた8曲が収録されており、その全ての楽曲のアレンジを中島のライブにも参加する河野伸が手掛けた。
初回限定盤にはDVDがついており、こちらにはデビュー15周年を記念して昨年末に開催された自身初の台湾ワンマンライブ『MIKA NAKASHIMA 15TH ANNIVERSARY BEST LIVE IN TAIPEI』の当日のライブの様子とドキュメント映像が収録された。

## 収録曲

### Disc.1 (CD)
- 全編曲：Shin Kono

1. メロディー
作詞・作曲：玉置浩二
玉置浩二のカバー
2. SAY YES
作詞・作曲：飛鳥涼
CHAGE and ASKAのカバー
3. 空も飛べるはず
作詞・作曲：草野正宗
スピッツのカバー
4. あなたのキスを数えましょう 〜You were mine〜
作詞：高柳恋 / 作曲：中崎英也
小柳ゆきのカバー
5. 幻
作詞・作曲：柴田淳
柴田淳のカバー
6. 命の別名
作詞・作曲：中島みゆき
中島みゆきのカバー
7. ひろ
作詞・作曲：秋田ひろむ
amazarashiのカバー
8. 祭りのあと
作詞・作曲：桑田佳祐
桑田佳祐のカバー

### Disc.2 (DVD) 初回限定盤のみ
台湾初ワンマンライブ「MIKA NAKASHIMA 15TH ANNIVERSARY BEST LIVE IN TAIPEI」＆ ライブドキュメント映像
1. ORION
2. 流れ星
3. 愛してる〜STARS〜WILL
4. LIFE
5. Over Load
6. TRAST YOUR VOICE
7. 桜色舞うころ
8. 初恋
9. 一番綺麗な私を
10. ALWAYS
11. 僕が死のうと思ったのは
12. 明日世界が終わるなら
13. 花束
14. 雪の華
15. GLAMOROUS SKY
16. LOVE IS ECSTASY
17. ALL HANDS TOGETHER
18. FIND THE WAY

ENCORE
1. Forget Me Not
2. Gift